# Bisdom Kpalimé

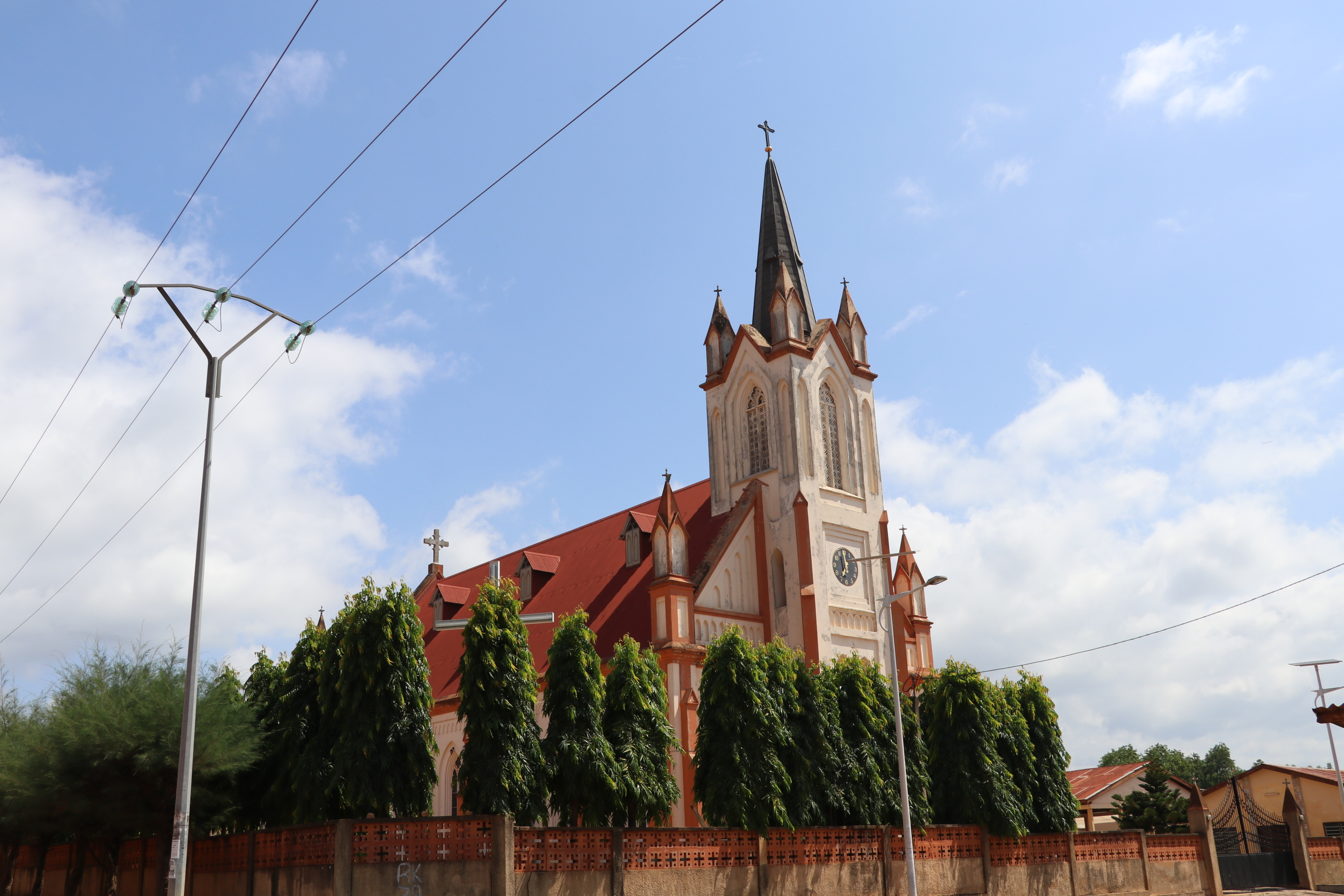
Heilige Geestkathedraal in Kpalimé

Het bisdom Kpalimé (Latijn: Dioecesis Kpalimensis) is een rooms-katholiek bisdom met als zetel Kpalimé in Togo. Het is een suffragaan bisdom van het aartsbisdom Lomé. Het bisdom werd opgericht in 1994. De hoofdkerk is de Heilige Geestkathedraal in Kpalimé; die werd al gebouwd in 1913 onder Duits bestuur.
In 2019 telde het bisdom 52 parochies. Het bisdom heeft een oppervlakte van 6.447 km² en telde in 2019 1.005.000 inwoners waarvan 43,4% rooms-katholiek was.

## Bisschoppen
- Pierre Koffi Seshie (1994-2000)
- Benoît Comlan Messan Alowonou (2001-)